# Смирнов, Анатолий Алексеевич
Анато́лий Алексе́евич Смирно́в (11 ноября 1941 — 15 сентября 2022) — советский хозяйственный, государственный и политический деятель.

## Биография
Родился в 1941 году в деревне Малые Шалаи. Член КПСС.
С 1964 года — на хозяйственной, общественной и политической работе. В 1964—2010 годах — работник лесотехнической отрасли, первый секретарь Йошкар-Олинского горкома ВЛКСМ, советский и партийный работник в Йошкар-Оле, председатель Йошкар-Олинского горисполкома, заведующий отделом, 2-й секретарь Марийского обкома КПСС, первый заместитель главы Правительства РМЭ, руководитель Администрации Президента РМЭ, генеральный директор общества с ограниченной ответственностью «Марагропромстрой».
Делегат XXIV съезда КПСС.
Проживал в Йошкар-Оле. Скончался 15 сентября 2022 года.